# Championnat du Japon de football 2014
Navigation
J1 League 2013 J1 League 2015
Le Championnat du Japon de football 2014 est la 49e édition de la première division japonaise et la 22e édition de la J.League. Le championnat a débuté le 1er mars 2014 et s'est achevé le 8 décembre 2014. 
Les meilleurs de ce championnat se qualifient pour la compétition continentale qu'est la Ligue des Champions de l'AFC. Le nombre de qualifiés en Ligue des Champions via le championnat, de trois à quatre, varie en fonction du vainqueur de la coupe nationale, la coupe de l'Empereur.

## Les clubs participants
Les 15 premiers de la J League 2013, les trois premiers de la J2 League 2013 participent à la compétition.
| Club                | Dernière montée | Ville     | Classement 2013 | Entraîneur          | Depuis | Stade                            | Capacité | Nombre de saisons |
| ------------------- | --------------- | --------- | --------------- | ------------------- | ------ | -------------------------------- | -------- | ----------------- |
| Sanfrecce Hiroshima | 2009            | Hiroshima | 1er             | Hajime Moriyasu     | 2011   | Grande Arche d'Hiroshima         | 50 000   | 20                |
| Yokohama F. Marinos | -               | Yokohama  | 2e              | Yasuhiro Higuchi    | 2012   | Stade Nissan                     | 72 327   | 22                |
| Kawasaki Frontale   | 2005            | Kawasaki  | 3e              | Yahiro Kazama       | 2012   | Stade d'athlétisme de Todoroki   | 27 495   | 11                |
| Cerezo Osaka        | 2010            | Osaka     | 4e              | Yuji Okuma          | 2014   | Stade Nagai                      | 50 000   | 18                |
| Kashima Antlers     | -               | Kashima   | 5e              | Toninho Cerezo      | 2013   | Stade de Kashima                 | 40 728   | 22                |
| Urawa Red Diamonds  | 2001            | Saitama   | 6e              | Mihailo Petrović    | 2012   | Stade Saitama 2002               | 63 700   | 21                |
| Albirex Niigata     | 2004            | Niigata   | 7e              | Masaaki Yanagishita | 2012   | Stade Denka                      | 42 300   | 11                |
| FC Tokyo            | 2012            | Tokyo     | 8e              | Massimo Ficcadenti  | 2014   | Stade Ajinomoto                  | 50 000   | 14                |
| Shimizu S-Pulse     | -               | Shizuoka  | 9e              | Katsumi Oenoki      | 2014   | Stade du parc Nihondaira         | 20 299   | 22                |
| Kashiwa Reysol      | 2011            | Kashiwa   | 10e             | Nelsinho Baptista   | 2013   | Hitachi Kashiwa Stadium          | 15 349   | 18                |
| Nagoya Grampus      | -               | Nagoya    | 11e             | Akira Nishino       | 2014   | Stade Toyota                     | 45 000   | 22                |
| Sagan Tosu          | 2012            | Tosu      | 12e             | Megumu Yoshida      | 2014   | Stade de Tosu                    | 24 460   | 3                 |
| Vegalta Sendai      | 2010            | Sendai    | 13e             | Susumu Watanabe     | 2014   | Stade de Sendai                  | 19 694   | 7                 |
| Omiya Ardija        | 2005            | Saitama   | 14e             | Hiroki Shibuya      | 2014   | Stade du parc Omiya              | 15 500   | 10                |
| Ventforet Kōfu      | 2013            | Kōfu      | 15e             | Hiroshi Jofuku      | 2012   | Kose Sports Park Stadium         | 17 000   | 5                 |
| Gamba Osaka         | 2014            | Suita     | 1er             | Kenta Hasegawa      | 2013   | Stade commémoratif de l'Expo '70 | 21 000   | 21                |
| Vissel Kobe         | 2014            | Kobe      | 2e              | Ryo Adachi          | 2012   | Stade du parc Misaki             | 30 132   | 16                |
| Tokushima Vortis    | 2014            | Tokushima | 3e              | Shinji Kobayashi    | 2012   | Pocarisweat Stadium              | 20 000   | 1                 |

- Tenant du titre et qualifié pour la Ligue des champions de l'AFC 2014
- Promu de la J League 2 2013

### Localisation des clubs
| \| Clubs du Grand Tokyo · FC Tokyo (Tokyo) · Kawasaki Frontale (Kanagawa) · Kashima Antlers (Ibaraki) · Urawa Red Diamonds (Saitama) · Yokohama F. Marinos (Kanagawa) · Kashiwa Reysol (Chiba) · Ventforet Kōfu (Yamanashi) · Omiya Ardija (Saitama) Grand Tokyo Sanfrecce Hiroshima Gamba Osaka Vissel Kobe Vegalta Sendai Sagan Tosu Albirex Niigata Nagoya Grampus Shimizu S-Pulse Cerezo Osaka Tokushima Vortis \| Localisation des clubs engagés dans le championnat. |
| Clubs du Grand Tokyo · FC Tokyo (Tokyo) · Kawasaki Frontale (Kanagawa) · Kashima Antlers (Ibaraki) · Urawa Red Diamonds (Saitama) · Yokohama F. Marinos (Kanagawa) · Kashiwa Reysol (Chiba) · Ventforet Kōfu (Yamanashi) · Omiya Ardija (Saitama) Grand Tokyo Sanfrecce Hiroshima Gamba Osaka Vissel Kobe Vegalta Sendai Sagan Tosu Albirex Niigata Nagoya Grampus Shimizu S-Pulse Cerezo Osaka Tokushima Vortis                                                           |

| Clubs du Grand Tokyo · FC Tokyo (Tokyo) · Kawasaki Frontale (Kanagawa) · Kashima Antlers (Ibaraki) · Urawa Red Diamonds (Saitama) · Yokohama F. Marinos (Kanagawa) · Kashiwa Reysol (Chiba) · Ventforet Kōfu (Yamanashi) · Omiya Ardija (Saitama) Grand Tokyo Sanfrecce Hiroshima Gamba Osaka Vissel Kobe Vegalta Sendai Sagan Tosu Albirex Niigata Nagoya Grampus Shimizu S-Pulse Cerezo Osaka Tokushima Vortis |

## Compétition

### Classement
Source : CLASSEMENT J.LEAGUE DIVISION 1 2014 sur transfermarkt.fr
| Rang | Équipe                  | Pts | J  | G  | N  | P  | Bp | Bc | Diff |
| ---- | ----------------------- | --- | -- | -- | -- | -- | -- | -- | ---- |
| 1    | Gamba Osaka P C L       | 63  | 34 | 19 | 6  | 9  | 59 | 31 | +28  |
| 2    | Urawa Red Diamonds      | 62  | 34 | 18 | 8  | 8  | 52 | 32 | +20  |
| 3    | Kashima Antlers         | 60  | 34 | 18 | 6  | 10 | 64 | 39 | +25  |
| 4    | Kashiwa Reysol          | 60  | 34 | 17 | 9  | 8  | 48 | 40 | +8   |
| 5    | Sagan Tosu              | 60  | 34 | 19 | 3  | 12 | 41 | 33 | +8   |
| 6    | Kawasaki Frontale       | 55  | 34 | 16 | 7  | 11 | 56 | 43 | +13  |
| 7    | Yokohama F. Marinos     | 51  | 34 | 14 | 9  | 11 | 37 | 29 | +8   |
| 8    | Sanfrecce Hiroshima S T | 50  | 34 | 13 | 11 | 10 | 44 | 37 | +7   |
| 9    | FC Tokyo                | 48  | 34 | 12 | 12 | 10 | 47 | 33 | +14  |
| 10   | Nagoya Grampus          | 48  | 34 | 13 | 9  | 12 | 47 | 48 | -1   |
| 11   | Vissel Kobe P           | 45  | 34 | 11 | 12 | 11 | 49 | 50 | -1   |
| 12   | Albirex Niigata         | 44  | 34 | 12 | 8  | 14 | 30 | 36 | -6   |
| 13   | Ventforet Kōfu          | 41  | 34 | 9  | 14 | 11 | 27 | 31 | -4   |
| 14   | Vegalta Sendai          | 38  | 34 | 9  | 11 | 14 | 35 | 50 | -15  |
| 15   | Shimizu S-Pulse         | 36  | 34 | 10 | 6  | 18 | 42 | 60 | -18  |
| 16   | Omiya Ardija            | 35  | 34 | 9  | 8  | 17 | 44 | 60 | -16  |
| 17   | Cerezo Osaka            | 31  | 34 | 7  | 10 | 17 | 36 | 48 | -12  |
| 18   | Tokushima Vortis P      | 14  | 34 | 3  | 5  | 26 | 16 | 74 | -58  |

|  | Qualification pour la Ligue des champions de l'AFC 2015 |
|  | Qualification pour le tour préliminaire de la Ligue des champions de l'AFC 2015                                                                                          |
|  | Reléguer en J League 2 2015 |
|  | T : Tenant du titre C : Vainqueur de la Coupe de l'Empereur 2014 L : Vainqueur de la Coupe de la Ligue 2014 S : Vainqueur de la Supercoupe du Japon 2014 P : Promu de D2 |

## Résultats
| Résultats (▼dom., ►ext.)                                   | HIR | YOK | KAW | COSA | KASA | URA | NII | FCT | SHI | KASR | NAG | TOS | SEN | OMI | KOF | GASA | KOB | TOK |
| Sanfrecce Hiroshima                                        |     | 1-2 | 2-1 | 0-0  | 0-3  | 0-2 | 2-0 | 1-0 | 1-1 | 5-2  | 4-0 | 1-0 | 2-0 | 1-1 | 1-1 | 0-1  | 1-1 | 3-1 |
| Yokohama F·Marinos                                         | 1-0 |     | 2-0 | 0-0  | 1-3  | 0-1 | 1-0 | 0-1 | 1-0 | 2-2  | 0-2 | 1-2 | 0-2 | 2-0 | 0-0 | 2-0  | 1-1 | 3-0 |
| Kawasaki Frontale                                          | 1-1 | 0-3 |     | 5-4  | 4-1  | 2-1 | 1-0 | 0-0 | 2-3 | 1-1  | 1-0 | 2-0 | 1-1 | 3-4 | 2-0 | 3-2  | 2-2 | 4-0 |
| Cerezo Osaka                                               | 0-1 | 2-2 | 1-2 |      | 1-4  | 1-0 | 0-0 | 0-0 | 4-1 | 2-0  | 1-2 | 0-1 | 0-1 | 1-1 | 1-3 | 2-2  | 1-2 | 3-1 |
| Kashima Antlers                                            | 5-1 | 1-0 | 2-1 | 0-2  |      | 1-1 | 1-2 | 2-2 | 2-1 | 2-3  | 1-2 | 0-1 | 2-0 | 2-2 | 1-0 | 2-3  | 2-3 | 1-0 |
| Urawa Red Diamonds                                         | 1-0 | 1-0 | 1-0 | 1-0  | 1-1  |     | 1-0 | 1-0 | 1-1 | 3-1  | 1-2 | 0-1 | 4-0 | 4-0 | 0-0 | 0-2  | 2-2 | 2-1 |
| Albirex Niigata                                            | 0-0 | 0-0 | 3-0 | 1-0  | 1-2  | 0-2 |     | 0-1 | 2-1 | 0-2  | 1-1 | 1-0 | 1-0 | 2-1 | 0-0 | 0-2  | 1-1 | 1-2 |
| FC Tokyo                                                   | 2-1 | 1-1 | 0-4 | 2-0  | 1-1  | 4-4 | 1-3 |     | 4-0 | 4-0  | 0-1 | 2-1 | 3-0 | 0-1 | 1-1 | 3-0  | 1-1 | 4-0 |
| Shimizu S-Pulse                                            | 1-3 | 0-1 | 0-2 | 3-0  | 1-3  | 1-4 | 2-1 | 1-3 |     | 3-0  | 2-2 | 0-1 | 1-0 | 2-0 | 0-0 | 0-3  | 1-1 | 1-0 |
| Kashiwa Reysol                                             | 0-0 | 0-0 | 4-1 | 2-1  | 1-0  | 3-2 | 1-0 | 1-1 | 3-1 |      | 0-1 | 2-0 | 0-0 | 2-2 | 3-0 | 1-0  | 2-0 | 2-0 |
| Nagoya Grampus                                             | 2-5 | 1-1 | 1-1 | 1-2  | 2-3  | 1-2 | 0-1 | 2-2 | 2-3 | 1-1  |     | 2-3 | 0-0 | 2-1 | 2-0 | 1-2  | 2-1 | 1-1 |
| Sagan Tosu                                                 | 1-2 | 1-0 | 0-1 | 1-0  | 0-3  | 1-1 | 0-2 | 0-2 | 2-2 | 1-0  | 1-0 |     | 2-1 | 1-1 | 2-0 | 2-0  | 2-1 | 5-0 |
| Vegalta Sendai                                             | 1-0 | 1-2 | 0-0 | 3-3  | 0-1  | 4-2 | 1-2 | 1-0 | 3-2 | 1-2  | 3-3 | 0-3 |     | 2-2 | 1-1 | 0-0  | 4-3 | 2-1 |
| Omiya Ardija                                               | 3-3 | 2-3 | 1-3 | 2-0  | 2-1  | 0-2 | 2-2 | 1-0 | 2-1 | 1-2  | 1-2 | 1-3 | 4-0 |     | 0-2 | 0-2  | 0-3 | 1-3 |
| Ventforet Kofu                                             | 2-0 | 1-0 | 2-1 | 0-0  | 0-4  | 0-0 | 1-1 | 0-0 | 0-1 | 3-0  | 2-0 | 1-0 | 0-0 | 0-1 |     | 3-3  | 2-0 | 0-1 |
| Gamba Osaka                                                | 1-1 | 2-0 | 1-0 | 2-0  | 0-2  | 0-1 | 5-0 | 2-1 | 4-0 | 1-2  | 0-1 | 4-1 | 1-1 | 2-1 | 2-0 |      | 3-1 | 3-0 |
| Vissel Kobe                                                | 0-0 | 1-2 | 1-2 | 2-2  | 0-0  | 3-1 | 1-0 | 2-1 | 3-1 | 1-1  | 1-3 | 0-1 | 2-1 | 2-1 | 1-0 | 1-5  |     | 3-0 |
| Tokushima Vortis                                           | 0-1 | 0-3 | 0-4 | 0-2  | 0-5  | 0-2 | 1-2 | 0-0 | 0-4 | 0-2  | 0-2 | 0-1 | 0-1 | 0-2 | 2-2 | 0-0  | 2-2 |     |
| - Victoire à domicile - Match nul - Victoire à l'extérieur |     |     |     |      |      |     |     |     |     |      |     |     |     |     |     |      |     |     |

## Statistiques

### Meilleurs buteurs
|                    | Buteur             | Club               | Buts | Pen. | MJ | BM%  | Min.  |
| ------------------ | ------------------ | ------------------ | ---- | ---- | -- | ---- | ----- |
| Médaille d'or      | Yoshito Ōkubo      | Kawasaki Frontale  | 18   | 2    | 32 | 0,56 | 2 879 |
| Médaille d'argent  | Yohei Toyoda       | Sagan Tosu         | 15   | 2    | 34 | 0,44 | 3 024 |
| Médaille de bronze | Marquinhos         | Vissel Kobe        | 14   | 3    | 34 | 0,41 | 2 859 |
| 4                  | Pedro Júnior       | Vissel Kobe        | 13   | 0    | 32 | 0,41 | 2 605 |
| 5                  | Milivoje Novakovič | Shimizu S-Pulse    | 13   | 0    | 34 | 0,38 | 3 034 |
| 6                  | Yoshinori Muto     | FC Tokyo           | 13   | 0    | 33 | 0,39 | 2 483 |
| 7                  | Yu Kobayashi       | Kawasaki Frontale  | 12   | 0    | 30 | 0,40 | 2 499 |
| 8                  | Shinzo Koroki      | Urawa Red Diamonds | 12   | 2    | 31 | 0,39 | 2 473 |
| 9                  | Kensuke Nagai      | Nagoya Grampus     | 12   | 0    | 28 | 0,43 | 2 083 |
| 10                 | Leandro            | Kashiwa Reysol     | 11   | 0    | 28 | 0,39 | 2 362 |

| Source : CLASSEMENT DES BUTEURS J1 LEAGUE 2014 Légende Pen. : Nombre de pénaltys MJ : Nombre de matchs joués BM% : Ratio de buts par match Min. : Temps de jeu total en minutes |

## Parcours continental des clubs
Le parcours des clubs japonais en Ligue des champions de l'AFC est important puisqu'il détermine le coefficient AFC japonais, et donc le nombre de clubs japonais présents dans la compétition les années suivantes.
| Club                | Compétition         | Résultat        | Ultime(s) adversaire(s)  | Ultime(s) adversaire(s)  | Ultime(s) adversaire(s)  |
| ------------------- | ------------------- | --------------- | ------------------------ | ------------------------ | ------------------------ |
| Sanfrecce Hiroshima | Ligue des champions | 1/8 de finale   | Western Sydney Wanderers | Western Sydney Wanderers | Western Sydney Wanderers |
| Yokohama F. Marinos | Ligue des champions | Phase de Groupe | Guangzhou FC             | Jeonbuk Hyundai Motors   | Melbourne Victory        |
| Kawasaki Frontale   | Ligue des champions | 1/8 de finale   | FC Séoul                 | FC Séoul                 | FC Séoul                 |
| Cerezo Osaka        | Ligue des champions | 1/8 de finale   | Guangzhou FC             | Guangzhou FC             | Guangzhou FC             |